# Batis crypta
Batis crypta (лат.) — вид воробьиных птиц из семейства сережкоглазок. Подвидов не выделяют.

## Таксономия
Представителей вида относили к Batis mixta, но в 2006 году описали в качестве отдельного вида птиц.

## Распространение
Обитают в гористой местности в юго-западной Танзании, северной части Малави и на севере Мозамбика.

## Описание
Мелкие птички, длина тела 9,5—10 см. Вес 10,5—13,6 г. Клюв и ноги тёмные, глаза красные.
Самец тёмно-серый сверху, в чёрной «маске», хвост чёрный.
У самки серая корона, верхние части тела оливковые, на крыльях коричневые отметины.

## Биология
Питаются насекомыми, например, термитами. По сообщениям, в кладке два яйца.